# 男川村
男川村（おとがわむら）は、かつて愛知県額田郡にあった村である。
現在の岡崎市の一部に該当し、乙川右岸の村であった。

## 沿革
- 1748年（寛延元年） - 大岡忠相により西大平藩が開設され、三河国額田郡西大平村に陣屋が設置される。
- 江戸時代末期、この地域は西大平藩領、岡崎藩領、吉田藩領、寺社領、旗本領などであった。
- 1878年（明治11年） -
  - 大平村と西大平村が合併し、大平村となる。
  - 丸山村と丸平新田が合併し、丸山村となる。
- 1881年（明治14年） - 官営愛知紡績所が大平村に開設される[1][2]。
- 1889年（明治22年）10月1日 - 大平村、丸山村、小美村、高隆寺村、洞村、欠村が合併し、男川村となる。
- 1902年（明治35年）9月23日 - 男川村の一部（旧・欠村）が岡崎町に編入される。
- 1928年（昭和3年）9月1日 - 岡崎市に編入される。

## 学校
- 男川尋常高等小学校（現・岡崎市立男川小学校）

## 交通機関
- 愛知電気鉄道豊橋線（現・名古屋鉄道名古屋本線）
  - 男川駅

## 神社・寺院
- 宗徳寺
- 高隆寺

## 史跡
- 西大平陣屋址
- 大平一里塚　（東海道一里塚）
- 神明宮古墳
- 小美城址